# Šablykinskij rajon
Il Šablykinskij rajon (in russo Шаблыкинский район?) è un rajon dell'Oblast' di Orël, nella Russia europea; il capoluogo è Šablykino.